# Veslanje na OI 1968.
Veslanje na Olimpijskim igrama u Mexico City-ju 1968. godine uključivalo je natjecanja u 7 disciplina, i to samo u muškoj konkurenciji.

## Osvajači medalja

### Muški
| Disciplina             | Zlato | Srebro | Bronca |
| Samac                  | Nizozemska Henri Wienese | Zapadna Njemačka Jochen Meissner | Argentina Alberto Demiddi |
| Četverac s kormilarom  | Novi Zeland Richard Joyce Ross Collinge Dudley Storey Warren Cole Simon Dickie (korm)                                                                               | Istočna Njemačka Peter Kremtz Manfred Gelpke Roland Göbler Klaus Jacon Dieter Semetzky (korm)                                               | Švicarska Denis Oswald Peter Bolliger Hugo Waser Jakob Grob Gottlieb Fröhlich (korm)                                                                                       |
| Dvojac bez kormilara   | Istočna Njemačka Jörg Lucke Heinz-Jörg Bothe | SAD Lawrence Hugh Philip Johnson | Danska Peter Christiansen Ivan Larsen |
| Dvojac s kormilarom    | Italija Primo Baran Renzo Sambo Bruno Cipolla (korm) | Nizozemska Herman Suselbeek Hadrian Van Nes Roderick Rijnders (korm)                                                                        | Danska Jorn Krab Harry Jorgensen Preben Krab (korm) |
| Četverac bez kormilara | Istočna Njemačka Frank Forberger Frank Rühle Dieter Grahn Dieter Schubert                                                                                           | Mađarska Zoltan Melis Jozsef Csermely György Sarlos Anta Melis                                                                              | Italija Renato Bosatta Pie Conti Manzini Tullio Baraglia Abramo Albini |
| Dvojac na pariće       | SSSR Anatoly Sass Alexander Timoshinin | Nizozemska Henricus Droog Leendert Van Dis                                                                                                  | SAD John Nunn William Maher |
| Osmerac                | Zapadna Njemačka Herts Mayer Wolfgang Hottenrott Dirk Schreyer Egbert Hirschfelder Rüdiger Henning Joerg Siebert Lutz Ulbricht Nikolaus Ott Günther Thiersch (korm) | Australija Alfred Duval David Douglas Michael Morgan John Ranch Joseph Frazio Gary Pierce Peter Dickinson Robert Shirlaw Alan Grover (korm) | SSSR Zugmas Jukna Alexander Matryshkin Antanas Bagdonavichus Vitaulas Briedis Vladimir sterlik Valentin Kravchik Lozopas Yagelavichus Victor Suslin Yury Lorentsson (korm) |